# 宮下友雄
宮下 友雄（みやした ともお、1881年〈明治14年〉4月27日 - 1954年〈昭和29年〉3月15日）は、大正から昭和にかけて活動した日本の実業家である。長野県長野市の人物で、家業の金物商を営みつつ会社経営にも関わり長野信用金庫（旧・長野市庶民信用組合）理事長を長く務めた。また剣道を趣味とし大日本武徳会長野支部教師を務めた経験もある。

## 経歴
宮下友雄は、1881年（明治14年）4月27日、長野県民・宮下太七郎の長男として生まれた。宮下家は長野市内随一の旧家で、善光寺町に移り住んだのは寛保2年（1742年）のことという。家業として天明8年（1788年）より金物商（屋号は「増太」）を営んだ。父の太七郎は長野町会議員に選出（1889年の第1回町会議員選挙にて）されたほか、長野市所在の長野貯蔵銀行や長野電灯で取締役を務めた人物である。
宮下は1901年（明治34年）に県立長野中学校を卒業（第1回卒業生）したのち上京し早稲田大学に学び、1904年（明治37年）に専門部政治経済科を卒業した。大学卒業後は長野に帰郷。家業を継ぎつつ実業界に入り、1912年（明治45年）7月信濃新聞（信濃毎日新聞発行元）監査役、1912年（大正元年）11月長野電灯監査役、1916年（大正5年）1月長野実業銀行取締役にそれぞれ就任。さらに長野市水道建設専務委員に任ぜられたのを皮切りに市政関連の公職を多数委嘱された。1919年（大正8年）には長野市連合青年会副会長となり、翌年長野県連合青年団が発足すると副団長を任される。1921年（大正10年）から3年間は市連合青年会会長を務めた。その間1922年（大正11年）に宮下家を継ぐ。
1923年（大正12年）、長野市に庶民信用組合（信用金庫の前身にあたる）を立ち上げるにあたり、市長丸山弁三郎より組合長への就任を依頼された。しかしトップの地位を他人に譲って一歩退いた役職に就くのを常としてきた宮下は組合長就任を謝絶し、責任者となるのは良いが組合長には中学・大学の後輩で長野実業銀行頭取を務める小林久七を立てたいと申し出た。同年3月、組合の創立準備委員会が発足すると小林らとともに委員に加入。8月27日長野市庶民信用組合（現・長野信用金庫）発足とともに専務理事に就任した。以後、専務理事の肩書ながら小林久七に代わって組合経営をほとんど一手に引き受けた。公職就任はその後も続き、1927年（昭和2年）には長野市消防組の組頭となった。
1928年（昭和3年）5月、長野実業銀行を含む長野県内の中小銀行9社が合併し信濃銀行（2代目、本店上田市）が発足する。長野実業銀行取締役であった宮下は、新会社信濃銀行では監査役に選ばれた。ところが信濃銀行は間もなく世界恐慌の影響で経営が悪化、1930年（昭和5年）11月、発足から2年半で支払い停止に追い込まれて破綻した。当時同社では小林久七が頭取であったことから、小林が組合長を務める長野市庶民信用組合も不安視されて取り付け騒ぎが発生する。小林は11月中に組合長を引責辞任したため、宮下が第2代組合長に就任した。
庶民信用組合組合長には太平洋戦争を挟んで在職し、戦後1951年（昭和26年）に庶民信用組合から長野信用金庫へと改組した後も引き続き理事長を務めている。また1949年（昭和24年）3月長野県公安委員会委員に任ぜられ、1951年3月からの1年間と1954年（昭和29年）3月からの2度にわたり委員長を務めた。
長野信用金庫理事長・長野県公安委員会委員長在職中の1954年3月15日、脳出血のため急死した。72歳没。長野信用金庫の後任理事長には元専務理事の七沢清助が就任した。

## 人物
余技として剣道を好んだ。大日本武徳会長野支部の教師を務めた経験もある。1923年には総裁久邇宮邦彦王より精錬証を授けられている。
善光寺保存を目的とする財団法人善光寺保存会の理事長を務めた時期もある。在任中に行われた納骨堂建設にあたっては多額の私財を寄付した。